# Pycnisia raptor
Pycnisia raptor is een garnalensoort uit de familie van de Atyidae. De wetenschappelijke naam van de soort is voor het eerst geldig gepubliceerd in 1992 door Bruce.